# Bahnhof Groß-Umstadt Wiebelsbach
Der Bahnhof Groß-Umstadt Wiebelsbach, bis 2005 Wiebelsbach-Heubach, liegt an der hessischen Odenwaldbahn. Hier verzweigt sich die aus Richtung Erbach kommende Odenwaldbahn in die Streckenäste nach Darmstadt und Hanau. Der Bahnhof liegt im Verbundgebiet des Rhein-Main-Verkehrsverbundes (RMV).

## Geschichte

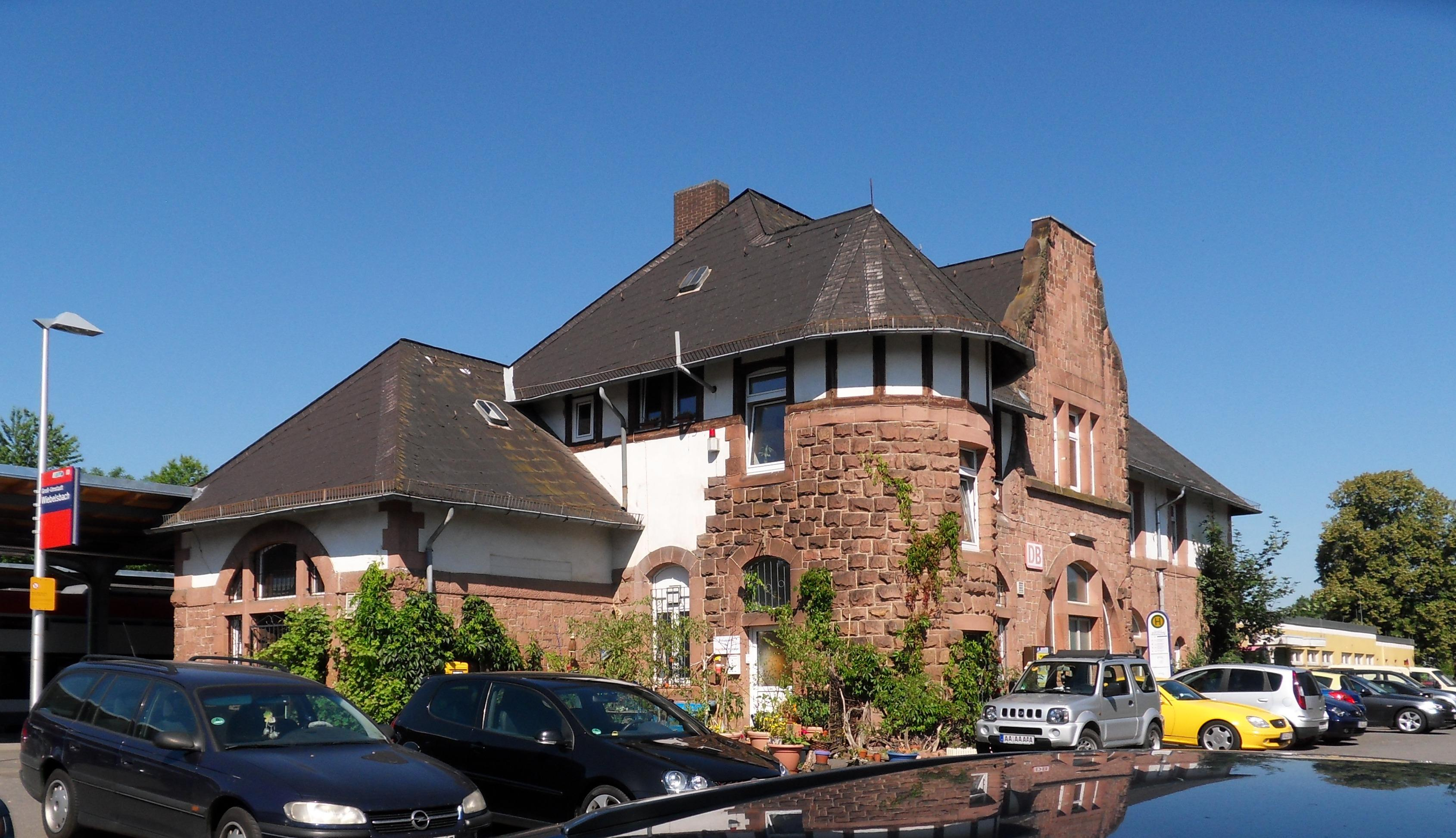
Bahnhofsgebäude

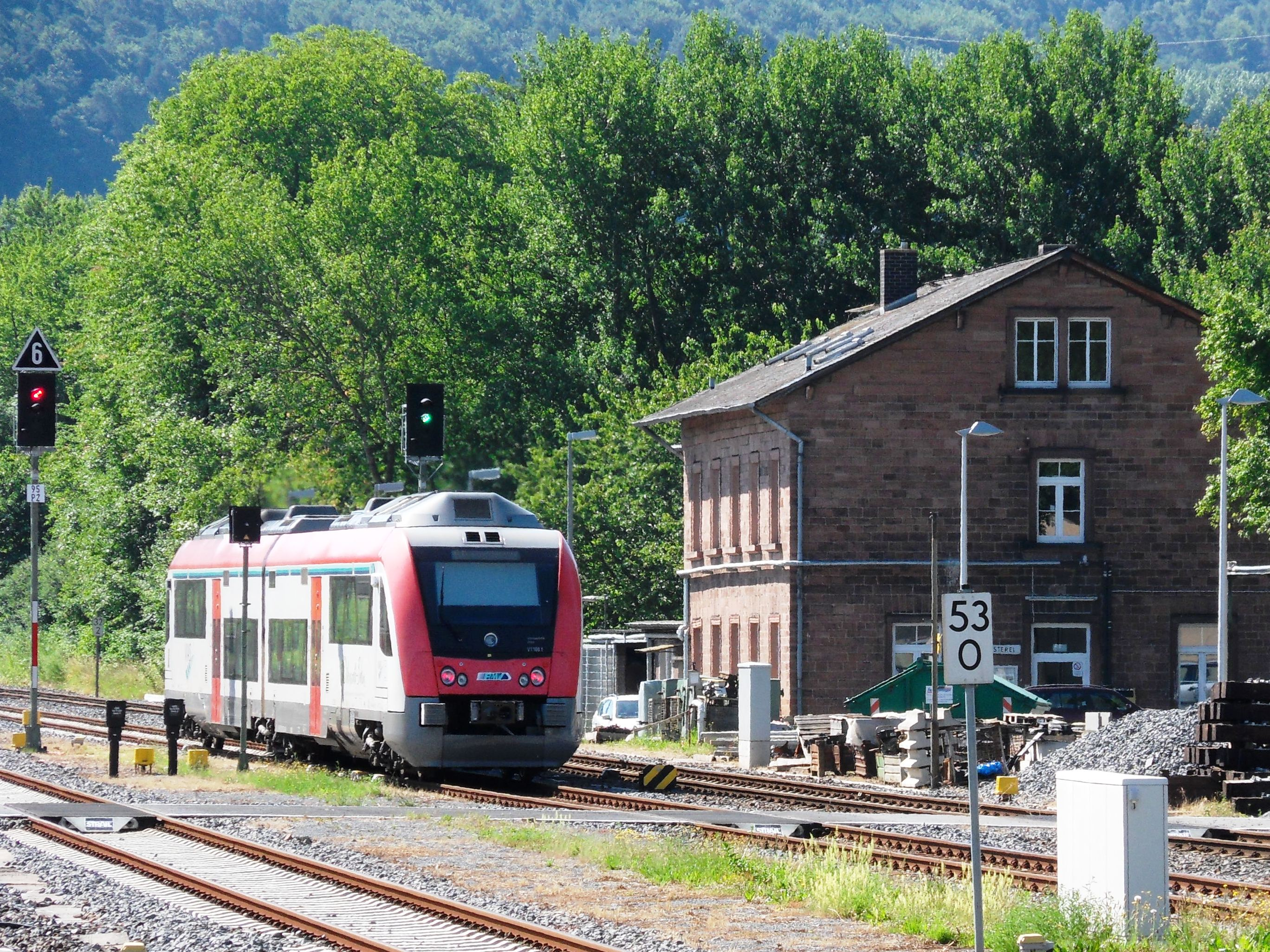
Übernachtungsgebäude um 1900, jetzt Bahnmeisterei

Der Bahnhof ging am 27. Dezember 1870 mit der Eröffnung des Streckenastes nach Babenhausen (weitergeführt 1882 nach Hanau) in Betrieb. Am 15. Juli 1871 folgte die Verbindung nach Darmstadt und am 24. Dezember 1871 die Eröffnung der Strecke nach Erbach (1882 bis Eberbach verlängert). Alle diese Strecken und den Bahnhof baute und betrieb damals die Hessische Ludwigsbahn.
Der Bahnhof trug ursprünglich den Namen Wiebelsbach-Heubach. Wiebelsbach und Heubach sind seit 1972 bzw. 1977 Stadtteile von Groß-Umstadt. Der Bahnhof war aber von den beiden namensgebenden Dörfern weit abgelegen und „steht mitten auf der grünen Wiese“. Als zwischen 1984 und 1988 die durchgehenden Züge von Frankfurt nach Stuttgart als Schnellzüge verkehrten, galt der Bahnhof Wiebelsbach-Heubach als die „einsamste Schnellzugstation Deutschlands“.
Genau genommen war die „Bauhütte am Zipfen“ das erste Empfangsgebäude, eine relativ einfache eingeschossige Holzkonstruktion. Diese wurde um 1884 durch ein zweigeschossiges Fachwerkgebäude mit rechteckigem Grundriss, Holzverschalung und eingeschossigem Anbau ersetzt, östlich der Gleise, auf der Heubacher Seite, dort wo heute der Flachbau für das RSTW steht.
Das dritte Empfangsgebäude wurde von 1905 bis 1910, ebenfalls östlich der Gleise errichtet. Es wurde in einer eklektischen Stilmischung aus Elementen der Neorenaissance, des Jugend- und des Heimatstils errichtet. Das Fachwerkgebäude von 1884 wurde abgetragen und mit dem Abbruchmaterial die Obergeschosse von zwei Wohngebäuden errichtet, die heute noch im historischen Ortskern in Wiebelsbach zu sehen sind. Im neuen Empfangsgebäude, das noch heute äußerlich fast unverändert steht, befanden sich im Erdgeschoss das Bahnhofsbüro, die Befehlsstelle, die Fahrkartenausgabe, die Warteräume und die Bahnhofsgaststätte. Im Obergeschoss befanden sich drei Wohnungen, darunter auch die des Bahnhofsvorstehers. Ab 1976 war dort auch das Spurplanstellwerk mit dem Stellpult installiert, für das nördlich des Empfangsgebäudes in einem Flachbau zusätzlich Relaisräume zur Verfügung gestellt werden mussten. Empfangsgebäude und Übernachtungsgebäude sind heute – ebenso wie die gesamte Odenwaldbahn – Kulturdenkmäler nach dem Hessischen Denkmalschutzgesetz.
Das Übernachtungsgebäude, westlich der Gleise, findet man erstmals im Lageplan von 1902. Nördlich davon stand der Wasserturm, das Stellwerk Süd (Ws), ein zweiständiger Lokschuppen, eine Drehscheibe (16 m Durchmesser), eine Schlackegrube und eine Bekohlungsanlage. Das Übernachtungsgebäude diente während der Dampflokzeit vorwiegend sozialen Zwecken für das Personal als Teil des Lokbahnhofes. Im Erdgeschoss befanden sich eine Küche bzw. Kantine mit Aufenthaltsraum, Büro, Wannenbäder, Duschen und Toiletten. Das Büro diente auch dem Lokleitungspersonal zur Einteilung der Lok-Umlaufpläne. Ebenso befand sich dort ein Telefon zur An- und Abmeldung des Lok- und Zugpersonals. Im ersten Stock waren die Übernachtungsräume mit Betten.
Die Dienststelle der Bahnmeisterei Wiebelsbach-Heubach war in diesem Übernachtungsgebäude untergebracht. Sie wurde 1974 aufgelöst und bei der Bahnmeisterei Darmstadt Hbf integriert. Das Übernachtungsgebäude hat die große Abrisskampagne überlebt. Es steht heute noch und wird weiterhin für verschiedene Zwecke des Bahnbetriebes aktiv genutzt.
Der Bahnhof Wiebelsbach-Heubach war bis 1978 selbständige Dienststelle. Von 1978 bis 1983 wurde er dem Bahnhof Reinheim zugeordnet, ab dem 1. Oktober 1983 dann dem Bahnhof Darmstadt Hbf.
Am 10. September 2005 erhielt der Bahnhof – zeitgleich mit zahlreichen anderen Stationsnamens-Änderungen der Odenwaldbahn – seinen gegenwärtigen Namen.

## Technische Ausstattung
Im Bahnhof befindet sich ein elektronisches Stellwerk (ESTW), welches die gesamte Odenwaldbahn steuert.
Die ESTW-Zentrale Wiebelsbach wurde am 22. Oktober 2007 eingeweiht. Der Westast Darmstadt Ost bis Wiebelsbach wurde ab diesem Zeitpunkt elektronisch gesteuert. Der Nordast von Wiebelsbach bis Hanau ohne Babenhausen ging am 29. März 2008 in Betrieb. Der Südast von Eberbach bis Wiebelsbach wurde am 16. Oktober 2008 geschaltet. Alle Bahnhöfe der Odenwaldbahn und seit Dezember 2010 auch der Weschnitztalbahn Weinheim–Fürth werden von hier aus ferngestellt mitgesteuert. Hierfür wurde ein neuer Flachbau westlich der Gleise errichtet.
Bis zum Jahre 1976 wurden die Weichen und Signale von zwei mechanischen Endstellwerken der Bauart Stahmer bedient. Mit Hebeln und Gewichten wurden über Drahtseile Weichen und Signale gestellt. Hierfür gab es in Wiebelsbach zwei mechanische Hebelstellwerke. Eines am nördlichen Ende des Bahnhofes Richtung Groß-Umstadt Wn und eines am südlichen Ende Richtung Höchst neben dem Wasserturm Ws. Beide Hebelstellwerke waren zweigeschossig. Im Erdgeschoss befand sich das Spannwerk, das mit Gewichten die Längenänderungen durch Temperaturschwankungen der Drahtseile ausglich. Im ersten Geschoss befanden sich die Hebel. Auch damals konnten schon Fahrstraßen geschaltet werden. Fahrstraßen sind technisch gesicherte Fahrwege für Fahrten über Gleise und Weichen.
1976 wurden elektrische Lichtsignale und Weichen mit Elektroantrieb in Betrieb genommen. Für dieses Relaisstellwerk (RSTW) wurde neben dem Empfangsgebäude ein eingeschossiger Flachbau errichtet, in dem die elektrische Steuerung Lorenz 60 (Sp Dr L 60) untergebracht war. Über Drucktasten auf einem Gleisbildstellpult wurden Relais angesteuert, die Weichen und Signale elektrisch stellten. Im Oktober 2008 wurde dieses RSTW außer Betrieb genommen.

## Fahrzeuge

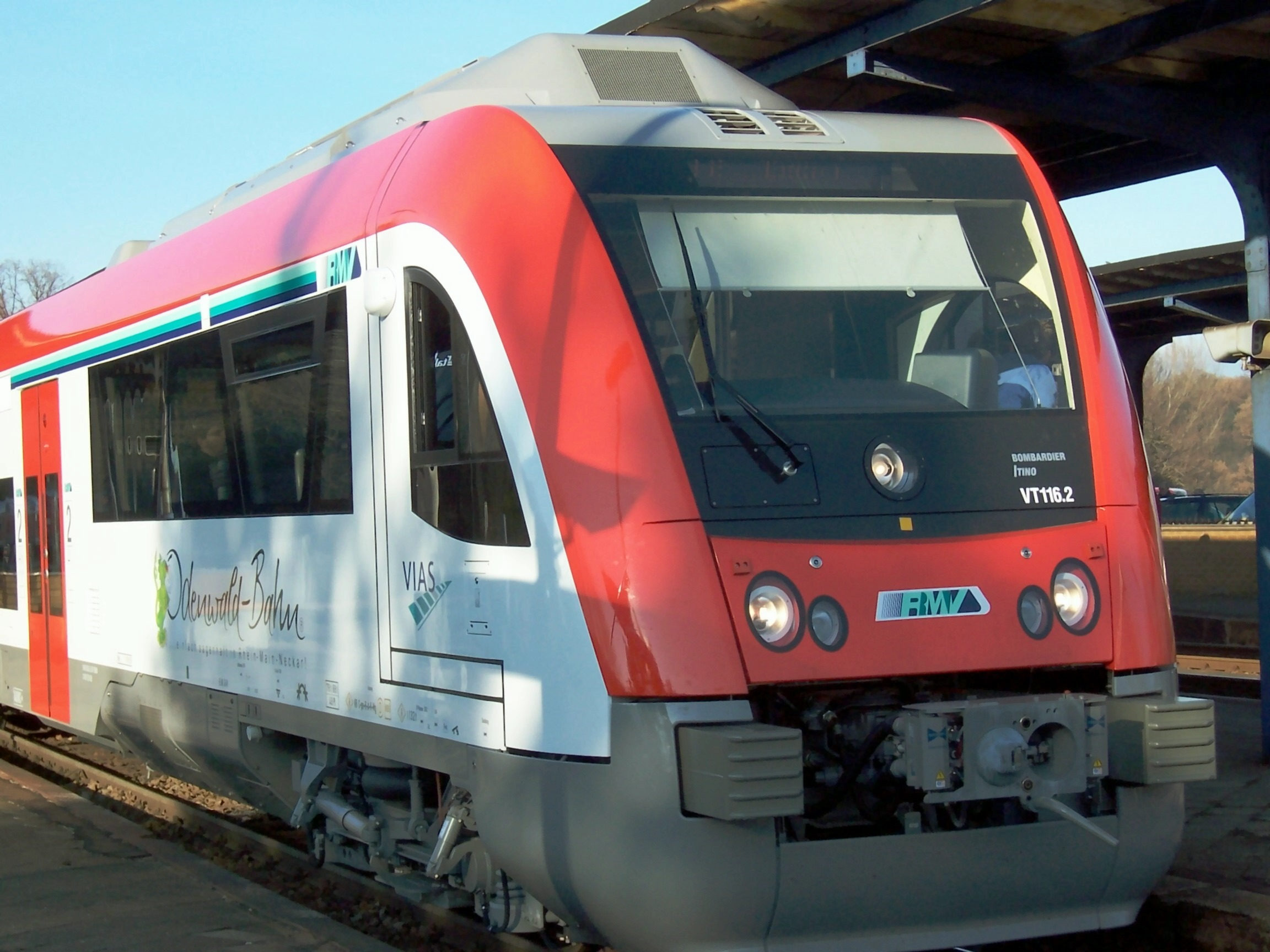
Baureihe 615 in Groß-Umstadt Wiebelsbach

Die Odenwaldbahn ist nicht elektrifiziert, so dass hier Züge des Typs Bombardier Itino (Baureihe 615) zum Einsatz kommen. Seit Dezember 2017 werden auf dem Abschnitt zwischen Wiebelsbach und Hanau ergänzend Fahrzeuge vom Typ Coradia LINT 54 eingesetzt. Alle Linien werden von der VIAS GmbH befahren. Güterverkehr findet nicht mehr statt.

## Verkehr
| Linie | Verlauf | Takt                                                |
| ----- | --- | --------------------------------------------------- |
| RE 80 | Odenwaldbahn: Darmstadt Hbf – Darmstadt Nord – Darmstadt Ost – Ober-Ramstadt – Reinheim (Odenw) – Groß-Umstadt Wiebelsbach – Höchst (Odenw) – Bad König – Michelstadt – Erbach (Odenw) Stand: Fahrplanwechsel Dezember 2021 | 60/120 min (wochentags)                             |
| RB 81 | Odenwaldbahn: Darmstadt Hbf – Darmstadt Nord – Darmstadt Ost – Darmstadt Lichtwiese – Mühltal – Ober-Ramstadt – Reinheim (Odenw) – Otzberg-Lengfeld – Groß-Umstadt Wiebelsbach – Höchst Hetschbach – Höchst (Odenw) – Höchst Mümling-Grumbach – Bad König – Bad König Zell – Michelstadt – Erbach (Odenw) Nord – Erbach (Odenw) – Beerfelden-Hetzbach – Hesseneck-Schöllenbach – Hesseneck-Kailbach – Eberbach Stand: Fahrplanwechsel Juni 2022        | einzelne Züge                                       |
| RB 82 | Odenwaldbahn: Frankfurt (Main) Hbf – Darmstadt Nord – Darmstadt Ost – Darmstadt Lichtwiese – Mühltal – Ober-Ramstadt – Reinheim (Odenw) – Otzberg-Lengfeld – Groß-Umstadt Wiebelsbach – Höchst Hetschbach – Höchst (Odenw) – Höchst Mümling-Grumbach – Bad König – Bad König Zell – Michelstadt – Erbach (Odenw) Nord – Erbach (Odenw) – Beerfelden-Hetzbach – Hesseneck-Schöllenbach – Hesseneck-Kailbach – Eberbach Stand: Fahrplanwechsel Juni 2022 | 60 min (Frankfurt–Erbach) 120 min (Erbach–Eberbach) |
| RE 85 | Odenwaldbahn: Frankfurt (Main) Hbf – Frankfurt (Main) Süd – Offenbach (Main) Hbf / (Frankfurt (Main) Ost – Maintal Ost → Hanau West →) – Hanau Hbf – Hainburg-Hainstadt – Seligenstadt (Hess) – Babenhausen (Hess) – Groß-Umstadt Mitte – Groß-Umstadt Wiebelsbach – Höchst (Odenw) – Bad König – Michelstadt – Erbach (Odenw) Stand: Fahrplanwechsel Juni 2022                                                                                        | 120 min                                             |
| RB 86 | Odenwaldbahn: Hanau Hbf – Hanau-Klein Auheim – Hainburg-Hainstadt – Seligenstadt (Hess) – (Mainhausen-Zellhausen –) (zweistdl.) Babenhausen (Hess) – Babenhausen Langstadt – Groß-Umstadt Klein-Umstadt – Groß-Umstadt Mitte – Groß-Umstadt Wiebelsbach Stand: Fahrplanwechsel Juni 2022 | 60 min                                              |

Einige Züge der Linie RB 81 fahren ab Darmstadt Hbf weiter als Linie RB 66 über die Bahnstrecke Frankfurt am Main–Heidelberg und die Pfungstadtbahn bis nach Pfungstadt. Zwischen Darmstadt Nord und Erbach überlagern sich die Züge der Linien RB81 und RB82, sodass in diesem Abschnitt ein Stundentakt entsteht. Im Zweistundentakt verkehren diese Züge weiter nach Eberbach. Knotenpunkte, an denen mehrere Verbindungen im Bahnhof zusammenstoßen, ergeben sich nach dem derzeitigen Fahrplan jeweils ca. 20 min und 40 min nach jeder vollen Stunde. Hinzu kommen im Berufsverkehr einige Verstärkerzüge.